# 28729 Moivre
28729 Moivre este o planetă minoră (asteroid), cu un diametru de 3,664 km, din centura de asteroizi. A fost descoperită pe 11 aprilie 2000 la Prescott Observatory⁠(d) de Paul G. Comba⁠(d) și a fost numită după Abraham de Moivre. 
Obiectul prezintă o orbită caracterizată de o semiaxă mare de 2,2442606 UAi, o excentricitate de 0,11, o înclinație de 3,55496 ° în raport cu ecliptica.